# Gauliga Sachsen 1938/39
De Gauliga Sachsen 1938/39 was het zesde voetbalkampioenschap van de Gauliga Sachsen. Dresdner SC werd kampioen en plaatste zich voor de eindronde om de Duitse landstitel, waar de club derde werd. Dit jaar degradeerden er geen clubs omdat de competitie uitgebreid werd naar twaalf clubs. 
TuRa 32 Leipzig fuseerde met Leipziger SV 1899 tot TuRa 1899 Leipzig.

## Eindstand
| Plaats | Club                 | Wed. | W  | G | V  | Saldo | Ptn.  |
| ------ | -------------------- | ---- | -- | - | -- | ----- | ----- |
| 1.     | Dresdner SC          | 18   | 12 | 2 | 4  | 41:19 | 26:10 |
| 2.     | VfB Leipzig          | 18   | 12 | 1 | 5  | 46:20 | 25:11 |
| 3.     | BC 1913 Hartha       | 18   | 12 | 0 | 6  | 63:38 | 24:12 |
| 4.     | Planitzer SC         | 18   | 12 | 3 | 5  | 45:37 | 23:13 |
| 5.     | Polizei SV Chemnitz  | 18   | 10 | 1 | 7  | 50:41 | 21:15 |
| 6.     | SV Fortuna Leipzig   | 18   | 8  | 1 | 9  | 39:43 | 17:19 |
| 7.     | Sportfreunde Dresden | 18   | 5  | 6 | 7  | 29:49 | 16:20 |
| 8.     | SV Guts Muts Dresden | 18   | 6  | 2 | 10 | 23:32 | 14:22 |
| 9.     | Konkordia Plauen     | 18   | 3  | 2 | 13 | 30:44 | 08:28 |
| 10.    | TuRa 1899 Leipzig    | 18   | 2  | 2 | 14 | 27:70 | 06:30 |

|  | Kampioen, geplaatst voor nationale eindronde |

## Promotie-eindronde
| Plaats | Club                   | Wed. | Saldo | Ptn. |
| ------ | ---------------------- | ---- | ----- | ---- |
| 1.     | VfB Glauchau           | 6    | 21:10 | 9:3  |
| 2.     | Chemnitzer BC          | 6    | 13:8  | 9:3  |
| 3.     | SC Wacker 1895 Leipzig | 6    | 10:19 | 5:7  |
| 4.     | Riesaer SV             | 6    | 8:15  | 1:11 |

|  | Promotie naar Gauliga Sachsen 1939/40 |